# Инфанта Маргарета Тереза у ружичастој хаљини
Инфанта Маргарета Тереза у ружичастој хаљини је портрет Маргарете Терезе из 1660. године шпанског сликара Дијега Веласкеза, мада се његово ауторство не може потврдити са сигурношћу. Слика се налази у музеју Прадо у Мадриду.
Слика се сматра последњим недовршеним делом Веласкеза, које је завршио његов ученик Хуан Баутиста дел Мазо. Међутим, недавне студије експерата сугеришу да је дело можда у потпуности Мазово, коме музеј Прадо и додељује ауторство.
До 19. века се сматрало да слика представља Марију Терезију од Шпаније, дете из првог брака Филипа IV од Шпаније (са Елизабетом Француском). Касније истраживање открило је да је то заправо Маргарета Тереза, дете из другог брака Филипа IV. Посебно су је обожавали импресионисти и сликари каснијих покрета.